# Ґулобод (імені Мір Саїда Алії Хамадоні район)
Ґулобо́д (тадж. Гулобод) — село у складі Хатлонської області Таджикистану. Входить до складу Мехнатободського джамоату району імені Мір Саїда Алії Хамадоні.
Назва означає благоустроєний як квітка.
Населення — 4406 осіб (2010; 4691 в 2009).
Через село проходить автошлях Ґулістон-Маскав.